# Atlant (arquitectura)

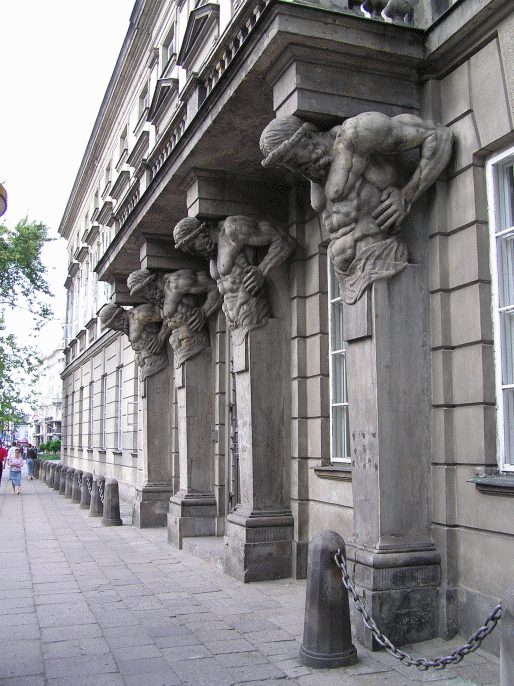
Atlants a la plaça de Tarnovski de Varsòvia

En arquitectura, un atlant o telamó és un suport amb forma d'home musculós i sovint gegantí que ocupa el lloc que normalment ocupa una columna per suportar l'estructura d'un edifici feta de fustam o d'abraçadores. El seu nom prové d'Atles, el qual s'encarrega d'aguantar la cúpula celeste en la mitologia grega. Els atlants, a diferència de les cariàtides, solen tenir els braços apujats per representar l'esforç que suposa aguantar el pès. L'ús d'atlant no sols es limità a les antigues Roma i Grècia, sinó que també es feu servir en èpoques posteriors com ara el Renaixement, el barroc, el rococó, el classicisme així com en el neoclassicisme historicista del segle xix, fortament influenciat pel manierisme. Com les cariàtides, els atlants també provenen de les hermes.